# Hoya salmonea
Hoya salmonea är en oleanderväxtart. Hoya salmonea ingår i släktet Hoya och familjen oleanderväxter.

## Underarter
Arten delas in i följande underarter:
- H. s. pallida
- H. s. salmonea